# Foia de Cocentaina
La Foia de Cocentaina és una vall natural i histórica de la comarca del Comtat. Les poblacions que componen aquesta vall són:
Alcosser de Planes, l'Alqueria d'Asnar, Cocentaina, Muro d'Alcoi i Gaianes.
El clima d'aquesta vall és mediterrani continentalitzat, per l'altitud de les muntanyes que la rodegen.